# اچ‌اس‌اس ۱۵۰۰
اچ‌اس‌اس ۱۵۰۰ (به انگلیسی: HSS 1500) یک کشتی است که طول آن ۱۲۶٫۶ متر (۴۱۵ فوت ۴ اینچ) می‌باشد.